# マハン (ミサイル駆逐艦・初代)
|          | |
| 艦歴     | |
| 発注     | 1955年11月18日 |
| 起工     | 1957年7月31日 |
| 進水     | 1959年10月7日 |
| 就役     | 1960年12月25日 |
| 退役     | 1993年6月15日 |
| その後   | スクラップとして廃棄 |
| 除籍     | 1993年6月15日 |
| 性能諸元 | |
| 排水量   | 5,800トン |
| 全長     | 512.5 ft (156.2 m) |
| 全幅     | 52 ft (15.8 m) |
| 吃水     | 25 ft (7.6 m) |
| 機関     | 蒸気タービン方式、2軸推進 ギアード・タービン2基、ボイラー4基 |
| 最大速力 | 36.5ノット |
| 乗員     | 士官21名、兵員356名 |
| 兵装     | Mk.42 5インチ単装砲 1基 Mk.33 3インチ連装砲 2基（改装後撤去） Mk.10 テリアSAM連装発射機 1基(改装後スタンダードSM-2ER) Mk.16 アスロック8連装発射機 1基 Mk.32 3連装短魚雷発射管 2基 Mk.141 ハープーンSSM4連装発射筒 2基（改装後搭載） |
| モットー | |

マハン (USS Mahan, DDG-42) は、アメリカ海軍の駆逐艦。ファラガット級駆逐艦の6番艦。艦名はアルフレッド・セイヤー・マハン少将にちなむ。その名を持つ艦としては3隻目。

## 艦歴
マハンは1957年7月31日にサンフランシスコ海軍造船所で DLG-11 として起工する。1959年10月7日にスミス夫人（H・ペイジ・スミス中将の妻）によって命名、進水し、1960年12月25日に就役した。
就役後マハンは1年半の間、主要兵装であるASROCおよびテリアミサイルの評価試験に従事した。太平洋艦隊巡洋艦駆逐艦部隊に配属されサンディエゴ沖で活動、西海岸沖およびハワイ海域での艦隊演習に参加する。1962年6月6日にサンディエゴを出航、最初の西太平洋配備に向かった。続く6ヶ月にわたって第7艦隊と活動し、対潜、対空、揚陸演習に参加、極東の港に対する親善訪問を行った。その中には10月24日から28日まで行われたベトナム共和国独立記念日祝賀へ参加するためのサイゴン訪問も含まれた。
1963年はロングビーチ海軍造船所でのオーバーホールから始まった。作業が完了すると西海岸での訓練演習に従事する。その後1963年8月6日にサンディエゴを出航、西太平洋配備に向かう。日本およびフィリピン海域での活動に加え、計4週間におよぶ南ベトナム海域での巡航を行い、1964年3月10日にカリフォルニアに帰還した。
1965年後半まで西海岸に留まった後、マハンは1965年5月1日から10月20日まで5ヶ月半のオーバーホールが行われた。その後訓練演習に従事し、12月9日にアメリカ軍およびカナダ軍の高官に対して対潜水艦戦能力のデモンストレーションを行った。その年の夏は海軍兵学校生の夏季訓練巡航も行っている。10月19日にサンディエゴを出航、真珠湾で対潜水艦戦訓練を行った後、西太平洋に向かい11月11日にスービック湾に到着した。マハンは第7艦隊と共に活動し、ベトナムへのパトロールを交互に行い、1966年4月にカリフォルニアへ帰還した。
4月28日にサンディエゴに到着すると、西海岸沿いに艦隊演習を行い、太平洋ミサイル試験海域においてミサイル発射訓練を行う。海軍兵学校生の夏季訓練巡航は6月から7月にかけて行われ、8月にはヘリコプターの飛行甲板が設置された。
1966年12月1日から1967年6月4日までマハンは西太平洋に展開し、以前のようにベトナム沖でパトロールおよび艦砲射撃支援を行った。6月17日にサンディエゴに帰還し、シアトルで毎年行われるシー・フェアーに参加するため7月31日に出航した。その後11月1日にロングビーチ海軍造船所に入渠する。作業は1968年4月後半に完了し、西海岸で活動した後8月に西太平洋に向けて出航した。マハンは1969年まで第7艦隊の一部として活動した。
1975年6月30日、ミサイル駆逐艦へ艦種変更され、DDG-42 の艦番号が与えられた。
マハンは1982年にテスト・パッケージとしてNTU改修 (New Threat Upgrade, NTU) が実施された。この改修は本級の他の艦にも実施される予定であったが、コストが耐用年数に見合わないということで実施されなかった。
マハンは1993年6月15日に退役し、同日除籍された。